# Shoot to Thrill
"Shoot to Thrill" (em português: Atirar Por Prazer) é a segunda canção do álbum Back in Black, da banda australiana de hard rock AC/DC. Essa canção também é a segunda faixa do AC/DC Live e AC/DC Live: 2 CD Collector's Edition e está incluída na trilha sonora do filme Iron Man 2 e em 2010 uma versão do clipe com cenas do filme foi lançado.

## Formação
- Brian Johnson - Vocais
- Angus Young - Guitarra solo
- Malcolm Young - Guitarra base
- Cliff Williams - Baixo
- Phil Rudd - Bateria

Mais:
- Robert John "Mutt" Lange - Produtor
- Tony Platt - Engenheiro de som
- Brad Samuelsohn - Mixagem